# ニック・ポパディッチ
ニコラス・A・ポパディッチ（Nicholas A. Popaditch, 1967年7月2日 - ）は、アメリカの軍人、政治家。アメリカ海兵隊の隊員として湾岸戦争、イラク戦争などに従軍して銀星章や名誉戦傷章を受章した後、傷痍除隊を果たした。最終階級は先任軍曹(Gunnery Sergeant)。2010年にはカリフォルニア州第51下院議員選挙区から共和党候補として出馬したが、現職の民主党議員ボブ・フィルナーに敗れた。また2012年には第53下院議員選挙区から再び出馬したものの、やはり現職の民主党議員スーザン・デイヴィスに敗れた。

## 軍歴
ニック・ポパディッチはインディアナ州イーストシカゴに生まれ、同州テレホートに暮らした。1986年、大学の奨学金を拒否した後、海兵隊に入隊する。軍曹昇進後は戦車長として勤務した。1991年からの湾岸戦争にも従軍し、1992年には名誉除隊を果たしている。1995年、現役復帰したポパディッチはトゥエンティナイン・パームス海兵隊空陸戦センターの第1戦車大隊に配属され、その後サンディエゴ志願兵訓練所へ訓練係下士官(Drill instructor)として配属された。
イラク戦争勃発時には二等軍曹(Staff Sergeant)に昇進しており、小隊付軍曹(platoon sergeant)たる戦車長として再び戦地へと派遣された。2003年からのイラク侵攻に参加し、同年4月9日にはフィルドス広場におけるサダム・フセイン大統領の銅像の破壊に参加した事で彼は小隊と共にその名を知られる事になる。この際、AP通信の特派員ローラン・レボースは、倒れつつあるフセインの銅像を背景に、戦車のキューポラから頭を出して葉巻をくわえるポパディッチの姿を撮影した。以後、彼は「葉巻の海兵」(The Cigar Marine)のニックネームで呼ばれるようになり、またこの写真はバグダードの戦いでの米軍の勝利を報じる世界各国の新聞で象徴的に使用された。ポパディッチが後に語ったところによれば、バグダードにおける勝利だけではなく、偶然にもその日が妻との12回目の結婚記念日であった事を個人的に祝して葉巻を吸っていたのだという。米本土へ復員した後、彼は先任軍曹(gunnery sergeant)に昇進する。そして2004年には再びイラク派遣への参加を志願した。
2004年4月、戦車長として第一次ファルージャの戦いに参加する。4月7日の戦いにて、M1エイブラムス主力戦車に搭乗していたポパディッチは、非常に狭く入り組んだ通りが多く、また随伴歩兵を欠き、RPG-7による激しい攻撃を受けている最中にもかかわらず、視界を確保するべくハッチから身を乗り出し指揮を取っていたという。待ち伏せていた敵兵の発射したロケット弾が頭上で爆発した折、彼は負傷し視力と聴力を一時的に失った。彼は自分の戦車が前線を離れるまで辛うじて意識を保っていたが、離脱直後にドイツのラントシュトゥール地域医療センターに搬送された。長期の入院と治療にもかかわらず、彼は右目の視力と右耳の聴力を完全に失い、傷痍軍人として米本土への復員を余儀なくされた。その後、サンディアゴ海軍医療センターにて左目の視力回復を試みる治療が行われた。治療期間中、彼は黒目の部分に海兵隊のシンボル『Eagle, Globe, and Anchor』が描き込まれた義眼を特注した。2005年11月10日、彼の戦功に対して銀星章が授与される。4月22日、先任軍曹を最終階級として傷痍除隊を果たした。

## 退役後
カリフォルニア州モントレーでの短期間の療養生活の後、ポパディッチは復員兵の支援に関する取り組みに携わるようになる。復員兵に対する助言や相談の受け付けを行っていたほか、傷痍軍人及びその家族の生活を支援するいくつかの団体で理事職を務めた。彼が傷痍海兵就職基金(Wounded Marine Career Foundatio)の元で音響技師の訓練を受けた時にはMTVでも紹介された。その後はサンディエゴ州立大学にて学び、二級優等(magna cum laude)の位で教養学士(Bachelors of Arts)の号を得た。
2008年、ポパディッチはマイク・ステアーズ(Mike Steere)との共著として回顧録『Once a Marine: An Iraq War Tank Commander’s Inspirational Memoir of Combat, Courage, and Recovery』を著した。2013年、『The Ultimate Marine Recruit Training Guidebook』を著する。
現在、ポパディッチは妻エイプリルと2人の息子と共にカリフォルニア州チュラビスタに暮らしている。

### 政治活動

#### 2010年度
2009年11月10日、ポパディッチはカリフォルニア州第51下院議員選挙区における共和党候補として出馬を発表した。当時現職だった民主党のボブ・フィルナーは1992年から務めたベテランで、同選挙区では民主党が優勢と見られていた。ポパディッチはかつての大統領候補でアーカンソー州知事を務めた事もあるマイク・ハッカビーや元下院議員のダンカン・L・ハンターによる支持を受けており、出馬の理由については愛国心からであったと述べている。彼の推薦については退役軍人組織Veterans of Foreign Warsでも何度か議論があり、1度目はメンバー内で推薦反対の声が上がった時、2度目はインペリアル・バレー・プレス紙が彼の眼帯を揶揄する社説漫画を掲載した時、3度目はフィルナー側陣営がポパディッチが過去11年間投票を行ってこなかった旨を批判した時である。
共和党の予備選挙では圧倒的な得票率を記録してウォールストリート・ジャーナル紙にも名を載せたものの、結局は40%対60%でフィルナーに敗れた。

#### 2012年
2012年1月、ポパディッチは第53下院議員選挙区の改選にあたり民主党議員スーザン・デイヴィスを相手に出馬したものの、最終的な得票率は39.6%に留まり敗れた。

## 受章
ポパディッチは以下に示す勲章等を受章している。
|                                         |               |                                                       |             |
|                                         | V · Gold star | Gold star                                             |             |
|                                         | Bronze star   | Bronze star · Bronze star · Bronze star · Bronze star | Bronze star |
| Bronze star · Bronze star               |               |                                                       |             |
| Bronze star · Bronze star · Bronze star |               |                                                       |             |

|                      | 銀星章               | 名誉戦傷章                        |                               |
| 海軍・海兵隊称揚章   | 海軍・海兵隊業績章   | 戦闘行動章                        | 海軍大統領殊勲部隊章          |
| 海軍称揚部隊章       | 海軍部隊功労章       | 海兵隊善行章                      | 国防従軍章                    |
| 東南アジア従軍章     | 国際対テロ戦争遠征章 | 国際対テロ戦争従軍章              | 軍部隊従軍章                  |
| 海軍海上勤務配置記章 | 海兵隊教官記章       | クウェート解放章 (サウジアラビア) | クウェート解放章 (クウェート) |